# 9463 Criscione
9463 Criscione eller 1998 HW38 är en asteroid i huvudbältet som upptäcktes den 20 april 1998 av LINEAR i Socorro County, New Mexico. Den är uppkallad efter Lisa Marie Criscione.
Asteroiden har en diameter på ungefär 5 kilometer och den tillhör asteroidgruppen Koronis.